# 亮点大厦
亮点大厦（Highlight Towers）是德国慕尼黑一座于2004年竣工落成的双子办公楼。亮点大厦一共有两栋分开的大厦（第一大厦Tower I和第二大厦Tower II）组成，由一架透明玻璃桥连接起来，整个方案由芝加哥建筑师赫尔穆特·扬设计。其中第一大厦高为126米（413英尺），共33层楼；第二大厦高为113米（371英尺），共28层楼，因此亮点大厦也是慕尼黑最高的建筑之一。